# De Krim (Overijssel)
Pour les articles homonymes, voir Krim.
De Krim est un village dans la commune néerlandaise de Hardenberg, dans la province d'Overijssel. Le 1er janvier 2006, le village compte 2 280 habitants.
C'est un village récent, fondé dans les années 1850 le long du Lutterhoofdwijk.

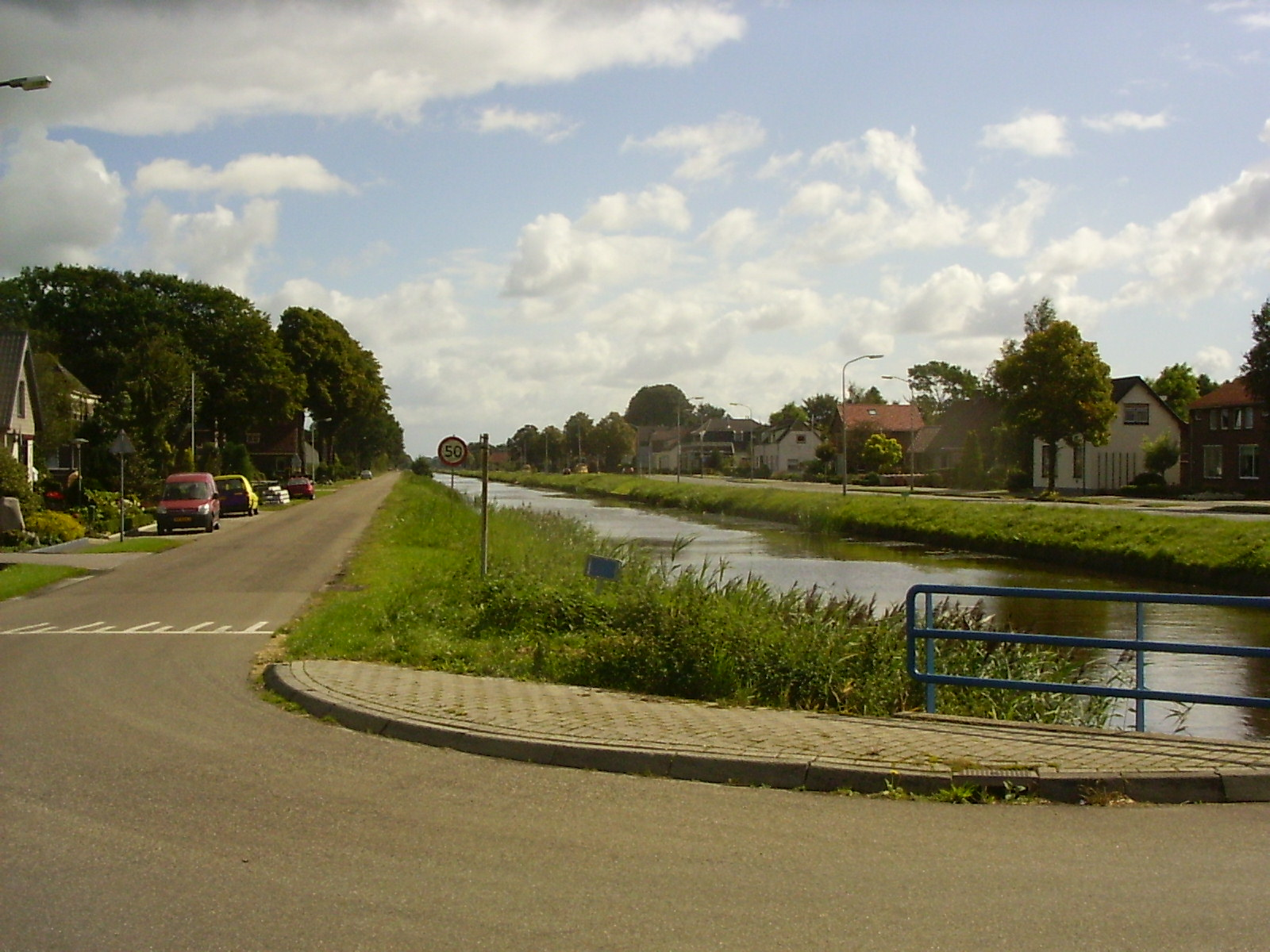
Le village de De Krim, de part et d'autre du Lutterhoofdwijk